# Temporada d'huracans de l'Atlàntic de 1951
La temporada d'huracans de l'Atlàntic de 1951 va començar oficialment el 15 de juny de 1951 i es va allargar fins al 15 de novembre de 1951. Aquestes dates delimiten convencionalment el període anual en què es formen la majoria dels ciclons tropicals a l'oceà Atlàntic. La temporada de 1951 va ser bastant activa. Com va passar amb la temporada de 1950, els noms dels ciclons d'aquesta temporada van seguir l'alfabet fonètic conjunt exèrcit/armada.
La tempesta més rellevant de la temporada va ser l'huracà Charlie que colpejava l'illa mexicana de Cozumel com a huracà de Categoria 4 en l'escala d'huracans de Saffir-Simpson, provocant destrosses importants. Una altra tempesta destacada va ser Huracà Able que es va convertir en el gran huracà més primerenc registrat en la història d'huracans de l'Atlàntic.

## Tempestes

### Huracà Able
Una baixa freda de nivell superior sobre l'Atlàntic occidental a mitjans de maig, en combinació amb un tàlveg de superfície i les aigües càlides del corrent del Golf, es va desenvolupar en una depressió subtropical. Inicialment es va classificar com a sistema tropical, però les seves característiques extratropicals i tropicals del sistema el van convertir en un cicló subtropical. Després d'un dia movent-se en direcció oest, la depressió va girar a sud-oest, on les condicions van ser prou favorables per deixar-la enfortir-se en una tempesta tropical. Able va cargolar-se al nord, i es convertia en un huracà mínim el 17 de maig mentre passava a través de les Bahames. Quan era a prop de la costa de l'estat estatunidenc de Carolina del Nord el dia 21 de maig, Able va intensificar-se en un gran huracà, però les aigües més fresdes i els vents de nivell superior el van debilitar alhora que es movia cap a l'est.
Després de 2 dies de confrontació, Able es va convertir en extratropical. L'huracà Able va ser la tempesta més primerenca (i l'única tempesta fora de la temporada) mai registrada que assolia l'estatus de Categoria 3. També va ser la segona tempesta més primerenca a registrar la força de Categoria 1 i Categoria 2, només superat per l'Huracà #1 al març de la temporada de 1908.

### Tempesta tropical Baker
El 2 d'agost una ona tropical es va desenvolupar en una depressió tropical al nord-est dels Petites Antilles. Es convertia en una tempesta tropical aquell mateix dia alhora que es movia cap al nord-oest, però les condicions adverses li van impedir enfortir-se més; la seva intensitat cim va ser de 95 km/h. Baker es va dissipar el dia 5 del mateix mes.

### Huracà Charlie
L'huracà Charlie es va desenvolupar en desenvolupar en una depressió tropical a partir d'una ona tropical el 12 d'agost aproximadament a 1.600 quilòmetres a l'oest de les Petites Antilles. El sistema es va intensificar en una tempesta tropical el 14 d'agost mentre es va moure lentament cap a l'oest-nord-oest. La tempesta no es va tornar a reforçar significativament fins a desplaçar-se a través de les Antilles Petites el 15 d'agost. Aquell mateix dia va esdevenir huracà i va accelerar el seu desplaçament. La tempesta es va mantenir en direcció oest-nord-oest i gradualment es va reforçar, convertint-se en un huracà de Categoria 2 abans de recalar a Jamaica el 17 d'agost. L'huracà va emergir fora l'illa com un huracà de Categoria 1 l'endemà. Es va tornar a intensificar de nou en un huracà de Categoria 4 abans de recalar a la Península de Yucatán prop de Cozumel el 19 d'agost.
El sistema es va debilitar mentre creuava la península el 20 d'agost, i va desembocar al golf de Campeche com a tempesta de Categoria 2. Es va mantenir la direcció i es va enfortir el 21 d'agost alhora que passava sobre el Golf. Es va intensificar ràpidament just abans de recalar el 22 d'agost prop de Tampico com un huracà de força de Categoria 3, dissipant-se terra en dins el 23 d'agost.
L'huracà Charlie es va convertir en el més mortífer de la temporada amb 250 víctimes mortals i provocant destrosses per valor de 75 milions de dòlars de 1951 al seu pas pel Mar Carib i el Golf de Mèxic.

### Huracà Dog
L'huracà Dog es va desenvolupar el 27 d'agost a l'Atlàntic tropical probablement a partir d'una ona tropical. Es va dirigir en direcció oest, sense intensificar-se fins al 31 d'agost, quan es va convertir en la tempesta tropical Dog. Quan va travessar les Petites Antilles centrals el 2 de setembre, s'intensificava ràpidament en un gran huracà de 185 km/h, però les condicions adverses el van debilitar progressivament a través del Carib. Dog es va dissipar el 5 de setembre després de provocar 3 milions de dòlars de 1950 en dany i set víctimes mortals.

### Huracà Easy
La tempesta tropical Easy es va formar en l'Atlàntic tropical atlàntic el 2 de setembre, probablement a partir d'una ona tropical. Easy es va moure generalment en direcció oest-nord alhora que s'intensificava fins a convertir-se en un huracà de Categoria 5 amb vents de 260 km/h el dia 7 de setembre. Va virar cap al nord-est, on les aigües càlides i l'alta cisalla de vent el va anar debilitant fins que va esdevenir extratropical el dia 12.

### Huracà Fox
El 2 de setembre es va formar un segon cicló a diversos centenars de quilòmetres a l'est de la tempesta tropical Easy. La depressió tropical es va moure cap a l'oest, esdevenint una tempesta tropical el dia 4. Com Easy, es va moure en direcció oest-nord-oest, reforçant-se continuadament en un huracà de Categoria 3 el dia 7. Va girar cap al nord-est on es va anar debilitant fins que va esdevenir una tempesta extratropical el dia 10.

### Tempesta tropical George
Una tempesta tropical mínima es va desenvolupar al golf de Campeche el 20 de setembre. George es va moure en direcció oest-nord-oest i va recalar a Mèxic prop de Tampico (Tamaulipas) el dia 21 com a tempesta tropical de 95 km/h. La tempesta va dissipar aquell mateix dia.

### Huracà How
El precursor de l'huracà How va ser una ona tropical que es convertia en una depressió tropical al nord-oest del mar Carib el 28 de setembre. Es va moure cap al nord a través del Golf de Mèxic, reforçant-se en una tempesta tropical alhora que girava cap a l'est. How va colpejar la costa oest de l'estat estatunidenc de Florida el 2 d'octubre i es va convertir en un huracà l'endemà. Desplaçant-se en direcció nord-est, How va estar a prop de colpir els Outer Banks com a huracà de 175 km/h, però es va mantenir prop de la costa mentre es debilitava. How es va convertir en una tempesta extratropical el dia 7 d'octubre, després de provocar destrosses per valor de 2 milions de dòlars estatunidencs de 1951.

### Huracà Item
L'huracà Item es va desenvolupar al Mar Carib el 12 d'octubre. Es va moure cap al nord-oest alhora que assolia els 130 km/h i es dirigia al sud de Cuba. Va girar a l'oest i es va dissipar en el 17è sense provocar danys.

### Huracà Jig
L'huracà Jig es va desenvolupar ràpidament a l'oceà Atlàntic occidental el 15 d'octubre, aconseguint la categoria d'huracà el mateix dia. Es va debilitar just abans de cargolar-se al sud-est, on les condicions adverses van fer que es dissipés el dia 20.

## Noms dels ciclons
Aquests noms següents van ser utilitzats per anomenar els ciclons de la temporada d'huracans de l'Atlàntic de 1951. Com que aquesta temporada va tenir els mateixos noms i va ser menys activa que la de 1950, cap d'aquests noms no van ser utilitzats per primera vegada. Els noms que no es van assignar estan marcats de color gris.
| - Able - Baker - Charlie - Dog - Easy - Fox - George | - How - Item - Jig - King (no usat) - Love (no usat) - Mike (no usat) - Nancy (no usat) | - Oboe (no usat) - Peter (no usat) - Queen (no usat) - Roger (no usat) - Sugar (no usat) - Tare (no usat) | - Uncle (no usat) - Victor (no usat) - William (no usat) - X-Ray (no usat) - Yoke (no usat) - Zebra (no usat) |